# Palaeoloxodon recki
Palaeoloxodon recki (лат.) — вымерший вид слонов, находившийся в близком родстве с индийским слоном. Достигал в высоту в 4,5 м и был одним из самых крупных слонов. С плиоцена до голоцена обитал в Африке и на Аравийском полуострове, пока, вероятно, не был вытеснен слонами рода Loxodonta.

## Подвиды
M. Beden определил пять подвидов Elephas recki, от старых к молодым:
- Elephas recki brumpti Beden, 1980;
- Elephas recki shungurensis Beden, 1980;
- Elephas recki atavus Arambourg, 1947;
- Elephas recki ileretensis Beden, 1987;
- Elephas recki recki Dietrich, 1916.

Новые исследования показали, что диапазоны обитания всех пяти подвидов перекрываются, и они не разделены во времени, как предполагалось ранее. Степень временного и географического пересечения, а также морфологические изменения в E. recki предполагают, что отношения между подвидами являются более сложными, чем считалось ранее.